# كتامة (المغرب)
كتامة هي جماعة قروية في دائرة كتامة التابعة لإقليم الحسيمة في المملكة المغربية. يتبع كتامة مشيختين و18 دوار، وبلغ عدد سكانها 15924 فرداً سنة 2004 حسب الإحصاء الرسمي للسكان والسكنى. وتعرف هذه المنطقة بتواجد أشجار الأرز والبلوط، وبمناخها البارد، يتواجد بها جبل تدغين وهو أعلى جبل في سلسلة جبال الريف شمال المغرب، حيث يبلغ ارتفاعه 2,456 متر عن سطح البحر. ويعرف على سكان هذه المنطقة زراعة القنب الهندي.
تشتهر قبائل كتامة بزراعة وبيع القنب الهندي، ذلك ان المغرب يحتل المرتبة الأولى في شمال افريقيا والشرق الاوسط، في بيع وتصدير هذه المادة. ويتوقع ان يزداد الاستثمار في زراعة هذه النبتة خاصة مع مصادقة الحكومة المغربية على قرار ينظم زراعة القنب الهندي.

## التقسيمات الإداريّة
تعتبر كتامة إحدى الجماعات القروية المشكّلة لدائرة كتامة، وهو التقسيم الإداري من المستوى الخامس المعتمد في المغرب. تنقسم دائرة كتامة إلى 7 جماعات قروية تختلف من حيث السكان والمساحة، والتي بدورها تنقسم إلى مشيخات تضم عدداً من الدواوير.